# 失落之魂
《失落之魂》是由上海零犀信息科技有限公司（UltiZeroGames）開發的一款動作角色扮演遊戲。游戏将于2025年8月29日在PlayStation 5与Windows平台发售。

## 故事背景
十年前战争结束后，世界上出现了一种未知的怪物，主人公Kazer偶然间与“怪物”Arena合为一体，并开始为了各自的目的踏上了寻找散落在各地的神秘原石的旅程。

## 開發
遊戲最早於2014年由楊冰獨自一人開發，製作人楊冰表示當時受到了《Final Fantasy XV》預告片的啟發，打算也開發一款同樣精彩的遊戲，因此開發《失落之魂》。並於2016年7月30號釋出首支預告片。同年10月受索尼邀請，楊冰宣布遊戲加入索尼中國之星計劃，該計劃獲得國內外引擎、中間件、投資公司的支持，為中國遊戲開發商提供引擎、中間件、資金以及宣發支持。通過索尼引薦，楊冰獲中國投資者資金支持，于2017年1月22日在上海成立上海零犀信息科技有限公司（UltiZeroGames），楊冰任董事長兼總經理，目前公司規模已超過30人。
2022年11月22号，官方宣布2024年发售游戏。後來又推遲至2025年5月30日，及后又推迟三个月至8月29日。

## 評價

### 發售前
首支遊戲預告片一公布就獲得了許多玩家與媒體人的讚賞。《猎天使魔女》的製作人神谷英樹也稱讚這款只有一人開發的遊戲。